# La mujer sin piano
La mujer sin piano è un film del 2009 diretto da Javier Rebollo.